# デュードが僕を強くした
『デュードが僕を強くした』（原題: The Healing Powers of Dude、ザ・ヒーリング・パワーズ・オブ・デュード）は、2020年に配信されたアメリカ合衆国のコメディドラマシリーズ。社交不安障害を抱える11歳の少年の学校生活を描く。企画・制作はエリカ・スペイツ、サム・リッテンバーグ＝ワイスバーグ、出演はジェイス・チャップマン、ラリサ・オレイニクなど。2020年1月13日にNetflixオリジナル作品として全世界へ配信された。

## あらすじ
社交不安障害を抱える11歳の少年ノア・フェリス。学校初日に緊張のあまり校舎に入ることができなかったノアの元に、補助犬デュードがやって来る。

## キャスト

### メイン
ノア・フェリス
演 - ジェイス・チャップマン
カレン・フェリス
演 - ラリサ・オレイニク
サイモン
演 - マウリシオ・ララ
アマラ
演 - ソフィー・キム
エンブリー・フェリス
演 - ローレル・エモリー
デュード
演 - スティーヴ・ザーン (声)
マーヴィン・フェリス
演 - トム・エヴェレット・スコット

### リカーリング
Principal Myers
演 - ピーター・ベンソン
Ms. Fleckberg
ヴァレリー
演 - ガブリエル・クイン
Dale
演 - イーサン・ファレル
Destiny
演 - ヴァネッサ・プラザダ
Ms. Grumpy Pants
演 - ケイティ・コロトン (声)

## エピソード
| 通算 話数 | タイトル                                        | 監督             | 脚本                                 | 公開日        |
| --------- | ----------------------------------------------- | ---------------- | ------------------------------------ | ------------- |
| 1         | "ステップ2: 教室に入る" "Second Step: Homeroom" | Richie Keen      | Erica Spates Sam Littenberg-Weisberg | 2020年1月13日 |
| 2         | "クラスで自己紹介" "Getting to Know You"        | Richie Keen      | Erica Spates Sam Littenberg-Weisberg | 2020年1月13日 |
| 3         | "ゲーム開始" "Game On"                          | Yulin Kuang      | Rick Singer                          | 2020年1月13日 |
| 4         | "ロード・オブ・ザ・バス" "Lord of the Bus"      | Yulin Kuang      | Angeli Millan                        | 2020年1月13日 |
| 5         | "学校のミュージカル" "Middle School Musical"    | Steven Tsuchida  | Joy Regullano                        | 2020年1月13日 |
| 6         | "庭を掘り起こせ" "Buried Treasure"              | Richie Keen      | Conor Hanney                         | 2020年1月13日 |
| 7         | "最悪なパーティー" "House Party of Horrors"     | Richie Keen      | Rick Singer                          | 2020年1月13日 |
| 8         | "いつも一緒" "I'll Be Right Here"               | John Fortenberry | Erica Spates Sam Littenberg-Weisberg | 2020年1月13日 |

## 製作
2019年6月20日、Netflixは本作の製作を発表した。撮影は2019年6月14日からブリティッシュコロンビア州バンクーバーで始まり、2019年8月13日に終了した。